# Медісон (Флорида)
Медісон (англ. Madison) — місто (англ. city) в США, в окрузі Медісон штату Флорида. Населення — 2912 особи (2020).

## Географія
Медісон розташований за координатами 30°28′5″ пн. ш. 83°24′56″ зх. д. / 30.46806° пн. ш. 83.41556° зх. д. (30.468176, -83.415429).  За даними Бюро перепису населення США в 2010 році місто мало площу 6,70 км², з яких 6,57 км² — суходіл та 0,13 км² — водойми.

### Клімат
| Клімат : Медісон      | Клімат : Медісон | Клімат : Медісон | Клімат : Медісон | Клімат : Медісон | Клімат : Медісон | Клімат : Медісон | Клімат : Медісон | Клімат : Медісон | Клімат : Медісон | Клімат : Медісон | Клімат : Медісон | Клімат : Медісон | Клімат : Медісон |
| Показник              | Січ.             | Лют.             | Бер.             | Квіт.            | Трав.            | Черв.            | Лип.             | Серп.            | Вер.             | Жовт.            | Лист.            | Груд.            | Рік              |
| Середній максимум, °C | 18,3             | 20,0             | 23,3             | 26,7             | 30,6             | 32,8             | 32,8             | 32,8             | 31,1             | 27,2             | 22,2             | 18,9             | 26,7             |
| Середній мінімум, °C  | 2,8              | 5,6              | 6,7              | 10,0             | 13,3             | 17,2             | 20,6             | 21,7             | 21,7             | 20,0             | 15,0             | 9,4              | 6,1              |
| Норма опадів, мм      | 102              | 104              | 117              | 86               | 84               | 147              | 170              | 155              | 122              | 69               | 66               | 94               | 1311             |
| --------------------- | ---------------- | ---------------- | ---------------- | ---------------- | ---------------- | ---------------- | ---------------- | ---------------- | ---------------- | ---------------- | ---------------- | ---------------- | ---------------- |
| Джерело: Weatherbase  |                  |                  |                  |                  |                  |                  |                  |                  |                  |                  |                  |                  |                  |

## Демографія
Згідно з переписом 2010 року, у місті мешкали 2843 особи в 1126 домогосподарствах у складі 719 родин. Густота населення становила 424 особи/км².  Було 1349 помешкань (201/км²).
Расовий склад населення:
| - 66,0 % — чорних або афроамериканців - 30,8 % — білих - 0,7 % — азіатів - 0,5 % — корінних американців |

До двох чи більше рас належало 1,8 %. Частка іспаномовних становила 1,4 % від усіх жителів.
За віковим діапазоном населення розподілялося таким чином: 26,0 % — особи молодші 18 років, 60,4 % — особи у віці 18—64 років, 13,6 % — особи у віці 65 років та старші. Медіана віку мешканця становила 35,4 року. На 100 осіб жіночої статі у місті припадало 81,2 чоловіків;  на 100 жінок у віці від 18 років та старших — 76,8 чоловіків також старших 18 років.
Середній дохід на одне домашнє господарство  становив 26 233 долари США (медіана — 18 060), а середній дохід на одну сім'ю — 32 452 долари (медіана — 26 875). За межею бідності перебувало 42,2 % осіб, у тому числі 55,4 % дітей у віці до 18 років та 15,3 % осіб у віці 65 років та старших.
Цивільне працевлаштоване населення становило 748 осіб. Основні галузі зайнятості: освіта, охорона здоров'я та соціальна допомога — 25,0 %, публічна адміністрація — 18,2 %, роздрібна торгівля — 16,4 %.